# Blautia hansenii
Blautia hansenii es una especie de bacteria grampositiva del género Blautia. Fue descrita en el año 2008. Su etimología hace referencia al bacteriólogo P. Arne Hansen. Anteriormente conocida como Streptococcus hansenii y Ruminococcus hansenii. Es anaerobia estricta e inmóvil. Tiene forma de cocobacilo, con un tamaño de 1,6-2,3 μm de diámetro. Forma colonias blancas o translúcidas, convexas y lisas. Se ha aislado de heces humanas. 